# Pfarrkirche Gänserndorf

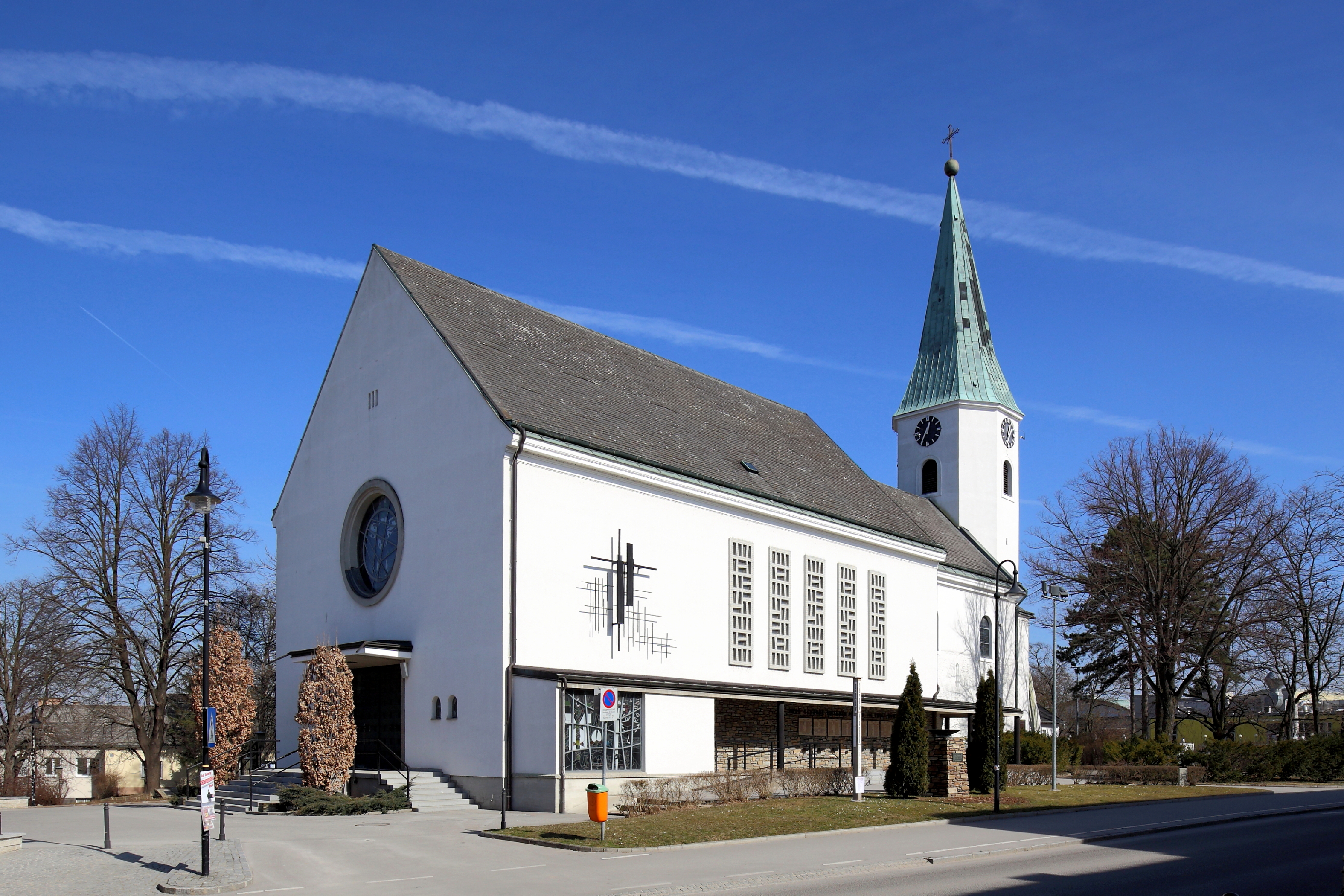
Katholische Pfarrkirche Hll. Schutzengel in Gänserndorf

Die römisch-katholische Pfarrkirche Gänserndorf steht in der Gemeinde Gänserndorf im Bezirk Gänserndorf in Niederösterreich. Sie ist den Heiligen Schutzengeln geweiht und gehört zum Dekanat Gänserndorf im Vikariat Unter dem Manhartsberg der Erzdiözese Wien. Das Bauwerk steht unter Denkmalschutz.

## Lagebeschreibung
Die ehemalige Wehrkirche steht leicht erhöht im Norden von Gänserndorf. Ursprünglich war sie von einem bewehrten Friedhof umgeben.

## Geschichte
Der im Kern spätromanische Bau stammt aus dem 13. Jahrhundert. Der gotische Chor wurde um 1400 gebaut. Die Pfarre wird 1345 erstmals urkundlich erwähnt. Nach schweren Brandschäden von 1683 wurde die Kirche 1695 barockisiert. 1784 wurde die Pfarre wiedererrichtet und dem Stift Melk inkorporiert. 1961 wurde die Kirche von Ernst Arthofer und Karl Burian mit einem, das heutige Erscheinungsbild stark beeinflussenden Bauteil Richtung Westen erweitert.

## Kirchenbau
Kirchenäußeres
Die Kirche hat ein mächtiges rechteckiges Langhaus mit dominierender Westfassade. Über dem Hauptportal ist ein großes Rundbogenfenster und ein hoher Dreieckgiebel. Die Längsseiten sind durch in der Mitte konzentrierte hohe Glasfenster gegliedert. Daran schließt das, bis auf das westlichste Joch erhalten gebliebene spätromanische Langhaus mit gotischem Polygonalchor an. Darüber liegt der achteckige Kirchturm mit hohem Spitzhelm. An den Langhausseiten sind unterhalb der barocken Rundbogenfenster im freigelegten Bruchsteinmauerwerk Reste der spätromanischen Rundbogenfenster und der frühgotischen Spitzbogenfenster zu sehen.
Kircheninneres
Die Kirche hat ein weites saalartiges Langhaus mit Flachdecke. Daran schließen das ehemalige barocke Langhaus, das ebenfalls flachgedeckt ist und der im Kern gotische Chor mit 5/8-Schluss an. Sowohl das alte Langhaus als auch der gotische Chor werden heute als Presbyterium genutzt. Im Norden schließt die barocke Sakristei an.

## Ausstattung
Die Ausstattung stammt aus der Bauzeit von 1961. Den Altar gestaltete die Künstlerin Susanna C. Polac. Das monumentale Kruzifix stammt von Karl Nieschlag. Den Taufstein schuf Fred Gillesberger. Die Glasmalerei in der Taufkapelle stammt von Hans Zeiler.

## Orgel
Die Orgel mit 19 Registern stammt aus dem Jahr 1962 von Gregor Hradetzky.